# Korten på bordet
Korten på bordet (eng. originaltitel Cards on the Table) är en pusseldeckare av Agatha Christie, som först utkom i november 1936. Bokens huvudkaraktärer är Hercule Poirot, Överste Race, kommissarie Battle och deckarförfattaren Ariadne Oliver som gör sitt första framträdande i en Poirot-roman. De fyra detektiverna och fyra möjliga misstänkta spelar bridge efter middagen med Shaitana. I slutet av kvällen hittas Shaitana mördad. Att identifiera mördaren beror enligt författaren helt och hållet på att urskilja de misstänktas psykologi.
Romanen blev väl mottagen, kritikerna noterade dess humor, subtiliteten och tätheten i skrivandet och de goda ledtrådarna. En senare recensent ansåg att boken stod högst upp på listan över hennes romaner, medan en annan uppskattade det briljanta överraskande slutet.

## Författarens förord
Romanen innehåller ett förord av författaren där hon förklarar att romanen bara har fyra misstänkta och att eftersom vem som helst av dem, under rätt omständigheter, kan ha begått brottet, måste slutledningen vara "helt psykologisk". Hon konstaterar att boken inte är mindre intressant för det eftersom "när allt kommer omkring är det mördarens sinne som är av högsta intresse".

## Handling
På en snusdoseutställning möter Poirot den extravagante Mr. Shaitana, som hävdar att hans samling borde tilltala Poirots intresse. När Poirot frågar vad det är mr Shaitana samlar på som skulle intressera just Poirot svarar Shaiana att han samlar på det finaste inom brott, mördare som mördat och aldrig blivit dömda. Shaitana bjuder in Poirot på middag för att visa upp sin "samling".
Hos Shaitanas bjudning möter Poirot de andra gästerna; deckarförfattarinnan Ariadne Oliver, överste Race, kommissarie Battle; tillsammans med fyra personer som Shaitana tror är mördare: dr Geoffrey Roberts, mrs Lorrimer, major John Despard och miss Anne Meredith. Shaitana hånar sina misstänkta med kommentarer som var och en förstår som att de bara gäller dem.
Vid middagen kommer samtalet in på mord, och mr Shaitana säger till många av gästernas obehag att om han någonsin var att utföra ett mord skulle det utföras som en enklare olycka genom skjutning eller inom hushållet. Han säger även att förgiftning är ett vapen för en kvinna och en läkares stora möjlighet. Efter middagen gör man sig i ordning för att spela bridge. Dr Roberts, Anne Meredith, mrs Lorrimer och major Despard ska enligt mr Shaitana spela sitt parti i ett av rummen, medan kommissarie Battle, ms Oliver, överste Race och Poirot går in i det andra rummet för att spela sitt parti. Mr Shaitana hävdar att bridge inte är ett spel för honom och att han hellre sitter över; han går således tillbaka till det första rummet och sätter sig i en öronlappsfåtölj vänd mot brasan. Efter flera partier av bridge beslutar sig Poirot och de andra för att avsluta bridgen och tacka mr Shaitana för kvällen. När de hittar mr Shaitana i fåtöljen är han mördad med en liten stilettkniv. Ingen har varit i rummet utom de fyra bridgespelarna sedan mr Shaitana återvände, så någon ur Shaitanas "samling" är även hans mördare.
Kommissarie Battle leder polisutredningen och går med på att lägga sina "kort på bordet" och låta de andra yrkesmännen göra sina egna undersökningar. Poirot använder bridgepoängen för att härleda spelstilen och personligheten hos varje misstänkt. Utredarna undersöker de misstänktas historia. Maken till en av dr Roberts patienter dog av mjältbrand kort efter att ha anklagat läkaren för olämpligt uppförande. Det ryktades att en botaniker som Despard hade guidat genom Amazonas hade blivit skjuten. Annes rumskamrat Rhoda Dawes berättar för Mrs Oliver att en äldre kvinna som Anne agerade sällskap åt dog efter att ha misstagit hattfärg för sirap av fikon. Fru Lorrimers make hade dött tjugo år tidigare, men det är inte mycket som är känt.
Lorrimer berättar för Poirot att hon just har diagnostiserats med en dödlig sjukdom och att hon vill erkänna att hon dödat både sin man och Shaitana. Poirot vägrar tro att hon är psykologiskt kapabel till spontana mord och tror att hon skyddar Anne. Fru Lorrimer avslöjar motvilligt att hon faktiskt sett Anne begå brottet, men känner sympati för en ung flicka som just börjat sitt liv. Nästa dag får Despard, Roberts och Anne ett självmordsbrev och en bekännelse till brottet, som påstås vara skriven av fru Lorrimer. Battle informerar Poirot per telefon om att Dr Roberts rusade till huset bara för att upptäcka att kvinnan hade dött av en överdos.
Poirot blir återigen misstänksam, eftersom han vet att Anne hade besökt fru Lorrimer kvällen innan. Han upptäcker att fru Lorrimer, på grund av den fastställda tidpunkten för dödsfallet, omöjligen kan ha skickat breven. Poirot, Battle och Despard inser att Rhodas liv är i fara, eftersom hon känner till fikonsirapsincidenten, och skyndar sig till Rhodas stuga och hittar de två flickorna i en båt ute på floden. Anne försöker knuffa Rhoda överbord, men Anne själv faller i och drunknar, medan Rhoda räddas av Despard.
Poirot förklarar sina upptäckter. Despard hade visserligen skjutit ihjäl botanikern, men helt av misstag. Anne hade förgiftat sin arbetsgivare genom att byta ut de två buteljerna för att dölja sin småtjuv. Även om fru Lorrimer trodde att hon hade sett Anne döda Shaitana, hade Anne i själva verket bara lutat sig fram för att röra vid honom och bekräfta att han redan var död.
Poirot noterar att endast en misstänkt var psykologiskt kapabel att utföra en sådan riskfylld, oplanerad knivhuggning – nämligen Dr Roberts. Roberts fruktade att Shaitana hade bevis för mjältbrandsmordet och tog snabbt chansen. Han sopade igen spåren efter sig genom att förfalska fru Lorrimers brev och döda henne med en injektion när han besökte hennes hus. Även om Roberts till en början protesterar, tvingas han erkänna när Poirot avslöjar ett överraskande ögonvittne till mordet, en fönsterputsare. Efter att Roberts har letts bort konstaterar Rhoda vilken otrolig tur det var att fönsterputsaren hade varit där i exakt samma ögonblick som den dödliga injektionen inträffade. Poirot svarar att det inte alls hade varit tur, och presenterar dem för en inhyrd skådespelare vars närvaro hade föranlett Roberts bekännelse.
När mordet är uppklarat uppvaktar Despard Rhoda.

## Karaktärer
- Mr Shaitana – Förmögen man med fascination för mord och mördare. På hindi kan शैतान ('Shaitana') syfta på Satan eller djävulen.[5] Det första offret i fallet
- Hercule Poirot – belgisk privatdetektiv. En gäst på Shaitanas middagsbjudning
- Ariadne Oliver – Deckarförfattare och Poirots vän. En gäst på Shaitanas middagsbjudning
- Kommissarie Battle – Detektiv från Scotland Yard. En gäst på Shaitanas middagsbjudning
- Överste Race – Secret Service-agent. En gäst på Shaitanas middagsbjudning
- Dr Geoffrey Roberts – Läkare. En gäst på Shaitanas middagsbjudning som kan ha dödat en av sina egna patienter
- Mrs Lorrimer – Änka och bridgespelare. En gäst på Shaitanas middagsbjudning som kan ha dödat sin man. Det andra offret i fallet
- Major John Despard – Upptäcktsresande och jägare. En gäst på Shaitanas middagsbjudning som kan ha skjutit ihjäl någon under en expedition
- Anne Meredith – En ung kvinna, tidigare en personlig följeslagare. En gäst på Shaitanas middagsbjudning som kan ha dödat en av hennes arbetsgivare. Hon dör av drunkning under fallet
- Rhoda Dawes - Annes förmögna vän och rumskamrat
- Mrs Luxmore - En änka vars man dog under misstänkta omständigheter

## Litterär betydelse och mottagande
Caldwell Harpur skrev i sin recension i The Times Literary Supplement (14 november 1936) att "Poirot firar triumfer igen, firar i dubbel bemärkelse, för detta verkar vara författarinnans tjugonde roman. En av de mindre karaktärerna i den är en författarinna till trettiotvå detektivromaner; Hon beskriver på flera lustiga sidor svårigheterna med sitt hantverk. Visst borde mrs Christie känna till dem, men hon fortsätter att överträffa dem så väl, att man kan hoppas på ytterligare ett tjog romaner."
I The New York Times Book Review (28 februari 1937) drog Isaac Anderson slutsatsen: "Historien är genial, men det finns en eller två lösa trådar kvar som dinglar när förklaringen är klar. Korten på bordet är inte riktigt i nivå med Agatha Christies bästa verk."
I The Observers nummer av den 15 november 1936, i en recensionssektion med titeln Supreme de Poirot, skrev "Torquemada" (Edward Powys Mathers): "Jag var inte den enda som tyckte att Poirot eller hans skapare hade spårat ur lite i Mord i Mesopotamien, vilket innebär att andra än jag själv kommer att glädjas åt Mrs Christies briljanta comeback i Korten på bordet. Denna författare har, till skillnad från många som har uppnått berömmelse och framgång för helt andra kvaliteter än litterära, studerat för att förbättra sig i varje gren av skrivandet i var och en av sina detektivhistorier. Resultatet är att vi i hennes senaste bok noterar kvaliteter av humor, komposition och subtilitet som vi skulle ha trott var utom räckhåll för författaren till En dos stryknin. Gåvan att vara förvirrad, med vilken Agatha Christie föddes, kvarstår naturligtvis, och har aldrig kommit till bättre nytta än i detta nära, avledande och till stor del analytiska problem. Korten på bordet är kanske den mest fulländade av de små grå cellerna."
The Scotsman (19 november 1936) skrev: "Det fanns en tid då Hercule Poirot funderade på att gå i pension för att ägna sig åt att odla pumpor. Lyckligtvis verkställdes aldrig hotet; och i Mrs Christies senaste roman är den lille belgiske detektiven i mycket god form. Handlingen är enkel men briljant." Recensionen avslutades med att säga: "Mrs Oliver, romanförfattaren, är en av Mrs Christies roligaste skapelser."
E.R. Punshon från The Guardian recenserade romanen i numret den 20 november 1936 och började: "Till och med i en berättelse om brott och mysterier är humor ofta av högt värde." Han fortsatte med att säga att: "I detta avseende... Agatha Christie visar sig än en gång... En modell av detektivhistorier. Det finns förtjusande passager när Poirot ängsligt jämför andra mustascher med sina egna och ger sina egna beröm, när hans läppar tvingas yttra de ovana orden "Jag hade fel", när Mrs Oliver, berömd författarinna, talar om skönlitterär konst och hantverk. Men allt detta skymmer aldrig huvudtemat när Poirot gradvis nystar upp gåtan om vilka fyra bridgespelare som hade mördat sin värd. Han avslutade: "Till stor del genom ett noggrant studium av partituret kan Poirot nå fram till sanningen, och Mrs Christie ser till att han gör det genom att kasta den ena förkrossande överraskningen efter den andra på läsaren."
Robert Barnard sa: "På den allra översta stegpinnen. Speciella möjligheter för bridgeentusiaster, men andra kan spela. Superb tät konstruktion och utmärkt ledtråd. Kommer att läsas så länge som hårdhudade damer samlas för kortspel."
Charles Osborne sa: "Korten på bordet är ett av Agatha Christies finaste och mest originella verk av kriminallitteratur: även om mördaren är, som författaren har lovat, en av de fyra bridgespelarna, är slutet positivt briljant och en fullständig överraskning."

## Kommentar
Kommissarie Battle, överste Race och ms. Oliver har alla medverkat i tidigare berättelser av Christie - men detta är första gången som de möter Poirot (eller varandra, för den delen...). Race och Poirot återser varandra i "Döden på Nilen" och ms. Oliver kommer att medverka i flera romaner om Poirot - kommissarie Battle och Poirot möts dock för första OCH sista gången.

## Bearbetningar

### Teaterpjäs
Boken filmatiserades som teaterpjäs 1981, dock utan Poirot. Den hade premiär på Londons Vaudeville Theatre den 9 december 1981 med Gordon Jackson som kommissarie Battle och en rollista som inkluderade Derek Waring, Belinda Carroll, Mary Tamm och Patricia Driscoll.

### TV
- ITV anpassade historien till ett TV-program i serien Agatha Christie's Poirot med David Suchet som Hercule Poirot och Zoë Wanamaker som Ariadne Oliver. Filmatiseringen – med betydande skillnader från romanen – skrevs av Nick Dear och sändes i Storbritannien på ITV1 i mars 2006.

- Romanen filmatiserades 2014 som ett avsnitt av den franska tv-serien Les Petits Meurtres d'Agatha Christie.

### Film
År 2016 släpptes den bengaliska filmen Chorabali baserad på handlingen i romanen. Barun Chanda spelade rollen som Poirot.

### Radio
Korten på bordet anpassades för radio av Michael Bakewell för BBC Radio 4 med John Moffatt som Hercule Poirot, Donald Sinden som överste Johnny Race och Stephanie Cole som Ariadne Oliver.